# Pitcairnia sprucei
Pitcairnia sprucei är en gräsväxtart som beskrevs av John Gilbert Baker. Pitcairnia sprucei ingår i släktet Pitcairnia och familjen Bromeliaceae. Inga underarter finns listade i Catalogue of Life.